# Langelandia niticosta
Langelandia niticosta is een keversoort uit de familie somberkevers (Zopheridae). De wetenschappelijke naam van de soort werd in 2000 gepubliceerd door Schuh & Mifsud.